# Gianni Franciolini
Gianni Franciolini, född 1 juni 1910 i Florens, Toscana, död 10 maj 1960 i Rom, var en italiensk filmregissör och manusförfattare.

## Utmärkelser
Franciolini vann David di Donatello-priset för bästa regi för Skojare i Rom 1956.

## Regi i urval
- 1947 – Älska utan kärlek
- 1950 – La Sposa non puo attendere
- 1952 – En omoralisk kvinna?
- 1952 – Goddag, elefant!
- 1953 – Vi kvinnor
- 1954 – Sängen
- 1955 – Skojare i Rom